# Фестиваль языков

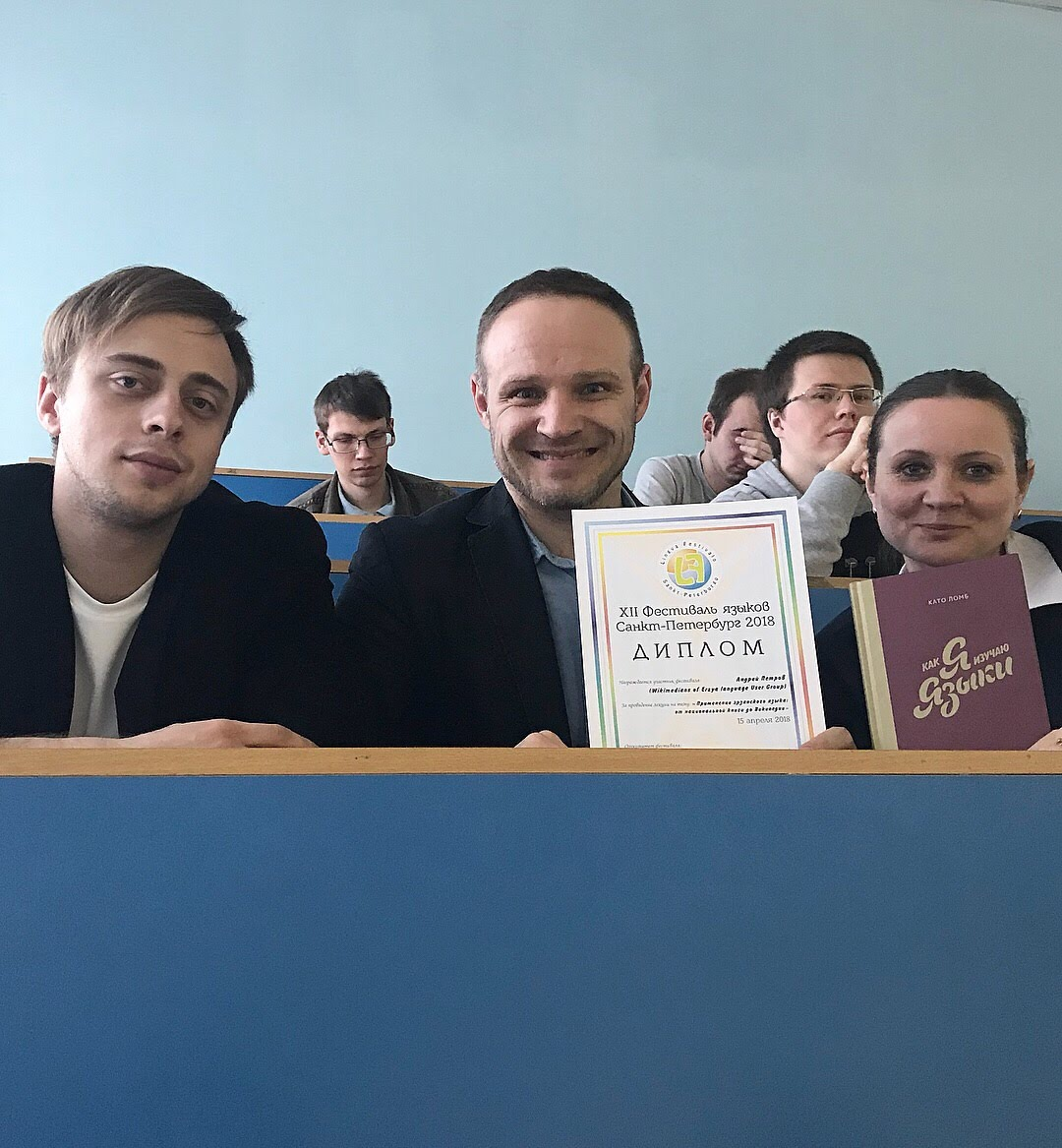
Википедисты эрзянской юзер-группы на фестивале языков в Санкт-Петербурге в 2018 году

Фестива́ль языко́в (эсп. Lingva Festivalo) — массовое культурно-просветительское мероприятие, которое проводят организации эсперантистов в некоторых городах России и зарубежья. Языки (обычно более десятка) на фестивале бывают представлены в виде коротких, обычно получасовых, уроков-презентаций — причём презентации идут блоками по пять и более одновременно, что заставляет участников всякий раз выбирать, на представление какого языка пойти.
Фестивали призваны показать многообразие языков мира, уникальность и ценность каждого из них.
Как считается, идея фестиваля языков принадлежит одному эсперантисту, который провёл первый фестиваль в городе Тур во Франции в 1995 году. Уже в следующем году по аналогичной схеме был проведён первый российский фестиваль языков в Чебоксарах (1996).
Чебоксарский фестиваль языков остаётся одним из самых массовых в России, на нём ежегодно представляют около 40 языков, собирается более тысячи интересующихся языками людей, в том числе иногородних. Программа чебоксарского фестиваля обычно рассчитана на одну неделю: в будние дни проводятся мероприятия для школьников, в том числе в школах в районах республики, встречи гостей фестиваля с учащейся молодёжью, а в субботу и воскресенье происходят презентации языков на базе вузов Чебоксар и завершающий «интернациональный концерт».
Наибольшее число языков среди российских фестивалей бывает представлено на Московском фестивале: в 2009 году в программе было 56 языков, в 2010 году — более 60. При этом Московский фестиваль проходит всегда в один день на одной площадке. В 2019 году Московский фестиваль языков прошёл 1 декабря на базе корпуса НИУ-ВШЭ на Старой Басманной улице.
Фестивали языков проводились в Волгограде, Новокузнецке, Одессе, Киеве, Ульяновске, Гдове, Челябинске и некоторых других городах СНГ. В декабре 2006 года состоялся первый такой фестиваль в Москве (с тех пор проводится ежегодно), 4 марта 2007 года — первый фестиваль в Санкт-Петербурге (проводится ежегодно), 23-24 сентября 2011 года — первый фестиваль в Уфе, 7 октября 2012 года — первый фестиваль в Великом Новгороде, 31 марта 2013 года — первый фестиваль в Минске. В Калуге ежегодно проходит фестиваль, рассчитанный на школьников, выступать на нём приезжают лингвисты-популяризаторы из Москвы.
Фестивали языков получили также распространение в Австралии: в Сиднее проходит несколько фестивалей в год, по меньшей мере один фестиваль такого формата прошёл в Аделаиде (2014). Однократные фестивали проходили в Нанкине (КНР, 2004) и Сурабае (Индонезия, 2018).

## Новости
- Первый фестиваль языков во Владикавказе